# Ruttersdorf-Lotschen
Ruttersdorf-Lotschen é um município da Alemanha localizado no distrito de Saale-Holzland, estado da Turíngia.
A Erfüllende Gemeinde (português: municipalidade representante ou executante) do município de Ruttersdorf-Lotschen é a cidade de Stadtroda.